# Ophiomyia sexta
Ophiomyia sexta är en tvåvingeart som beskrevs av Spencer 1969. Ophiomyia sexta ingår i släktet Ophiomyia och familjen minerarflugor. Inga underarter finns listade i Catalogue of Life.